# Ways of Seeing
Ways of Seeing (tạm dịch: Những cách thấy) là series truyền hình 4 tập, mỗi tập phim khoảng 30 phút, được xây dựng chủ yếu bởi tác giả John Berger và nhà sản xuất Mike Dibb. Series lên sóng BBC lần đầu vào tháng 1 năm 1972 và sau đó được chuyển thể thành cuốn sách cùng tên cũng trong năm này.
Thông qua việc đưa ra chất vấn về các giả định ngầm ẩn trong những hình ảnh thị giác, series Những Cách Thấy được xem như sự đáp trả lại series Civilisation (tạm dịch: Nền Văn Minh) - đề xuất quan điểm truyền thống về hệ quy chuẩn của nghệ thuật và văn hóa phương Tây, và series cùng với sách phê bình văn hóa thẩm mỹ truyền thống phương Tây - của Kenneth Clark.

## Truyền hình
| Tập | Phát sóng tại UK | Mô tả |
| 1   | 08/01/1972       | Phần đầu tiên của loạt phim được gợi ý bởi những quan niệm của Walter Benjamin trong tiểu luận The Work of Art in the Age of Mechanical Reproduction (tạm dịch: Tác phẩm nghệ thuật trong thời đại nhân bản kỹ thuật). |
| 2   | 15/01/1972       | Phần thứ hai bàn về phụ nữ trong tranh sơn dầu. Berger khẳng định rằng chỉ có hai mươi đến ba mươi tác phẩm khỏa thân nữ trong truyền thống tranh sơn dầu châu Âu là miêu tả người phụ nữ đúng như bản thân họ thay vì biến họ thành đề tài của sự lý tưởng hóa hay bộc lộ ham muốn của nam giới.                                               |
| 3   | 22/01/1972       | Phần thứ ba đề cập đến tranh sơn dầu như một phương tiện được sử dụng để khẳng định hoặc phản ánh địa vị của người đặt hàng tác phẩm. |
| 4   | 29/01/1972       | Trong phần thứ tư, đối với quảng cáo và yết thị, Berger chỉ ra rằng nhiếp ảnh màu đang dần thay thế vai trò của sơn dầu, cho dù phạm vi có phần hạn chế. Một khả năng mang tính lý tưởng hóa đối với người xem (thông qua sự tiêu thụ) được khơi mở và được coi như sự thay thế cho thực thể phản ánh trong tác phẩm của các danh họa bậc thầy. |

## Sách
Cuốn sách Những Cách Thấy được viết bởi Berger và Dibb, cùng với Sven Hamm, Chris Fox, và Richard Hollis. Cuốn sách bao gồm bảy mục tiểu luận: trong đó có bốn mục gồm bài viết kết hợp hình ảnh, và ba mục chỉ sử dụng hình ảnh.
Những cách thấy được xem như một tài liệu chuyên đề cho những nghiên cứu đương thời về lịch sử nghệ thuật và văn hóa thị giác. "Berger, qua đời ngày 2 tháng Một [2017] ở tuổi 90 tuổi, là người đã góp ảnh hưởng sâu sắc vào quan niệm đại chúng đối với nghệ thuật và hình ảnh thị giác", theo nhận định của các Nhà Xã hội học Yasmin Gunaratnam và Vikki Bell.

## Sách tham khảo
- Fuery, Patrick; Fuery, Kelli (2003). Visual Cultures and Critical Theory. London: Hodder Arnold Publications. ISBN 978-0-340-80748-4. OCLC 52056670.